# Дмитриенко, Мария Фёдоровна
Мария Фёдоровна Дмитриенко (псевдоним Данка Марьяненко; род. 19 марта 1935, Таганрог — 22 мая 2022) — советский и украинский специалист в области специальных исторических дисциплин, историк, источниковед, исследователь проблем средневековья и истории этнонациональных сообществ.

## Биография
Окончила историко-философский факультет Киевского государственного университета имени Тараса Шевченко в 1958 году. 1963—1965 — аспирантка Института истории АН УССР. Защитила кандидатскую диссертацию «Большевистская пресса Украины в 1917—1918 гг. как исторический источник» (1965, научный руководитель — член-корреспондент АН УССР Иван Гуржий). Докторская диссертация «Листовки большевистских организаций Украины как исторический источник. 1917—1920 гг.» (1985).
- 1958—1963 год — редактор Держполітвидаву УССР и журнала «Наука и жизнь».
- 1965—1972 — младший научный сотрудник, старший научный сотрудник Института истории АН УССР.
- 1973—1978 — младший научный сотрудник ЦНБ АН УССР,
- 1978—1986 — старший научный сотрудник отдела наук. информации по общественным наукам АН УССР.
- 1986—1994 — старший научный сотрудник, ведущий научный сотрудник, заведующий сектором исторической географии и картографии.
- 1994—2006 — заведующий отделом специальных исторических дисциплин.
- 2006 — старший научный сотрудник отдела украинской историографии и специальных исторических дисциплин Института истории Украины НАН Украины.
- 1992—1998 — член Главного совета Всеукраинского общества «Просвита»;
- 1992— член-основатель, член Главного совета Всеукраинского женского общества имени Елены Телиги;
- 1992—1999 — член комиссии Верховной Рады Украины по вопросам учреждений и государственных наград.

Автор более 500 научных статей, рецензий, исследований, из них 30 научных монографий (изданы 9 языках); ответственный редактор основанных ею в отделе специальных дисциплин сборников научных трудов «Специальные исторические дисциплины: вопросы теории и методики», «Историко-географические исследования в Украине» (1994, 1995), член редколлегии «Украинского исторического журнала» и многотомной «Энциклопедии истории Украины», член Комиссии государственных наград и геральдики при Президенте Украины (1994—2005); член Комиссии НБУ по вопросам дизайна национальной валюты (2004—2005) и комиссии НБУ по вопросам чеканки юбилейных и памятных монет (с 1997).
Награждена орденом княгини Ольги ІІ и ІІІ ст. (1998, 2004). Профессор (2001). Заслуженный деятель науки и техники Украины (1995). Лауреат Государственной премии Украины в области науки и техники за цикл трудов «Украинская фалеристика и бонистика» (1999). Академик Международной славянской академии наук (1998), член Национального союза журналистов Украины (1962).

## Основные труды
- Українська фалеристика. З історії нагородної спадщини. — К., 2004 (у співавт.).(укр.)
- Греки на українських теренах: Нариси з етнічної історії. Документи, матеріал. карти. — К., 2000 (кер. авт. колективу, у співавт.).(укр.)
- Все про Україну: У 2 ч. — К., 1998 (у співавт.).(укр.)
- Гроші в Україні. Факти і документи. — К., 1998 (керівник авт. колективу, у співавт.).(укр.)
- Короткий нарис міської геральдики Поділля. — К., 1996 (у співавт.).(укр.)
- Специальные исторические дисциплины. Учеб. пособие. — К., 1992 (у співавт.). (рос.)
- Свет революционного века: [Юрий Коцюбинский]. — М., 1985. (рос.)
- Листівки більшовицьких організацій України 1917—1920 рр. як історичне джерело. — К., 1983.(укр.)
- Більшовицька преса України як історичне джерело. — К., 1967. 2-е вид. — Л., М., 1979.(укр.)
- Тбілісі, 1973 (груз.)
- Советская Украина. — М., 1972 (англ.) (ісп.) (нім.) (фр.)
- Командарм. — Будапешт, 1972 (угор.)
- Украинцы в семье братских народов. — Тбилиси, 1971 (груз.)
- Васильев О. А., Дмитриенко М. Ф. Лайош Гавро. — М.: Политиздат, 1977. — 127 с., 2 л. ил.
- Веласкес. — М. : Мол. гвардия, 1965. — 253 с., 16 л. ил. — (Жизнь замечательных людей)